# Terremoto de Cañete de 2021
El terremoto de Cañete de 2021 fue un movimiento telúrico de magnitud 6 que ocurrió el 22 de junio de 2021 a las 21:54:18 (hora de Perú UTC-5) con epicentro localizado en el Mar, frente a la provincia de Cañete, a 42 km al oeste-suroeste del Mala, en el departamento de Lima.

## Desarrollo
El sismo afectó a las zonas de Lima Metropolitana y la Provincia de Cañete cobrando trágicamente la vida de un menor de seis años con epilepsia a consecuencia de un paro cardiorrespiratorio.
Algunas carreteras y avenidas de Lima y Cañete quedaron bloqueadas debido a desprendimientos de rocas y/o viviendas, como es el caso de la Costa Verde que permaneció cerrada temporalmente a causa de un derrumbe.
De manera preliminar, el Instituto Geofísico del Perú informó en todas sus redes la magnitud del sismo en 5.8, que posteriormente, se actualizó a 6.0. El temblor fue percibido con intensidades del orden de V-VI en los distritos de Mala, Chilca; V en gran parte de la ciudad de Lima, puerto del Callao y el resto de la provincia de Cañete; IV en Chincha Alta, Canta, Huaral, Pisco, Yauyos, Ica. Percibido hasta Trujillo, Huánuco y Nasca débilmente.

### Consecuencias
El Aeropuerto Internacional Jorge Chávez sufrió daños en sus instalaciones. Algunos mercados y supermercados como Plaza Vea sufrieron daños de menores a mayores. En el malecón Paul Harris se reportó una gran grieta, mientras que en la Costa Verde se produjeron desprendimientos de rocas, y en algunas viviendas en Lima y Cañete resultaron gravemente afectadas. Más tarde, se reportó alrededor de más de 13 réplicas siendo la mayor hasta el momento de 4.8, que ocurrió a las 7:02 de la mañana del día 23 de junio. Debido al movimiento telúrico, el Instituto Geofísico del Perú programó un simulacro de sismo para el 29 de junio de 2021 a las 10:00 a. m. (UTC−05:00). 
También se reportó un incendio en el Distrito de Mala en Cañete y se registró triboluminiscencia.